# 구사노정
구사노정(草野町)은 일본 후쿠오카현 미이군에 설치되었던 정이다. 현재의 구루메시의 일부에 해당한다.